# Пета аналитичка група катјона
Пета аналитичка група катјона у аналитичкој хемији је група следећих катјона: , , , , .

## Опште карактеристике
Немају групног реагенса јер су њихови хлориди, сулфиди, хидроксиди и карбонати растворни у води, са изузетком хидроксида и базног карбоната магнезијума, који се слабо растварају у води. 
Амонијачне соли, за разлику од соли других катјона ове групе се лако разлажу при загревању, а лако и хидролизују. Код литијума, натријума и калијума хидролизују само соли слабих киселина.  се за разлику од осталих катјона који су постојани према оксидо-редукционим средствима, лако оксидује.
Обојена једињења ове групе су: хромати, манганати, перманганати, хексацијано-ферати(II), као и нека друга. 

## Опште реакције
Алкални хидроксиди и амонијак не делују на соли литијума, натријума и калијума. Реагују са амонијум- и магнезијум-солима: 
Са алкалним карбонатима соли натријума и калијума не реагују. Соли литијума са алкалним карбонатима дају бели талог литијум-карбоната, соли магнезијума смешу карбоната и базног карбоната, а амонијум-соли при загревању- амонијак: 
Амонијум-карбонат је једина амонијумова-со која из концентрованих раствора литијумових соли у присуству амонијака таложи литијум-карбонат. Са солима магнезијума, ова амонијачна со таложи (само делимично) базни магнезијум-карбонат. Уколико се дода амонијум-хлорид, базни карбонат ће се растворити. Ова особина базног магнезијум-карбоната да се раствара са амонијачним солима се користи за одвајање магнезијума од катјона четврте аналитичке групе:
Динатријум-хидроген-фосфат са неким солима даје талоге одговарајућих фосфата, хидроген-фосфата или амонијум-фосфата:
Калијум-антимонат из раствора натријумових соли који не треба да буду кисели таложи бели натријум-антимонат. Слично је и са растворима магнезијума, са тим да ако су ти раствори базни, поред магнезијум-антимоната, таложи се и магнезијум-хидроксид:
Натријум-хидроген-тартарат из неутралних раствора таложи бели кристални калијум- и амонијум-хидроген-тартарат. Од осталих катјона из ове групе реакцију ометају само амонијум-јони, па се морају претходно уклонити из раствора:
Тринатријум-хексанитро-кобалтат(III) од катјона ове групе реагује само са амонијум- и калијум-солима, дајући жуте талоге натријум-хексанитро-кобалтата(III):

## Доказивањејона
| реагенс                                  | производ | детектовање промене                   | реакције |
| натријум-хидроксид или калијум-хидроксид | амонијак | карактеристичан мирис или боји лакмус |          |
| Неслеров реагенс                         | јодид    | жути или смеђи талог                  |          |

## Методе уклањања амонијачних соли
Пошто у аналитичкој пракси амонијачне соли често ометају одвајање или доказивање појединих катјона, потребно их је претходно удаљити. То се може постићи различитим методама:
1. Метода термичког разлагања амонијачних соли се постиже загревањем, али оно може бити различито у зависности од тога која со је у питању
2. Оксидо-редукционе методе се изводе или дејством јаких оксидационих средстава као што су азотна киселина, царска вода или хипохлорити или дејством елементарног магнезијума као редукционог средства. У првом случају издваја се елементарни азот, а у другом амонијак (гас).

## Доказивањејона
| реагенс                               | производ                                     | детектовање промене  | реакције |
| Тринатријум- хексанитро-кобалтат(III) | Дикалијум-натријум- хексанитро-кобалтат(III) | жути талог           |          |
| Натријум-хидроген-тартарат            | калијум-хидроген-тартарат                    | бели кристални талог |          |

Испарљиве соли калијума боје пламен гасне грејалице љубичасто.
| реагенс                              | производ        | детектовање промене | реакције |
| калијум-флуорид или амонијум-флуорид | литијум-флуорид | бели аморфни талог  |          |

- Са тороном јони литијума образују комплексно једињење жуте боје, али је природа везе у комплексу непозната.
- Испарљиве соли литијума боје пламен гасне грејалице карминцрвено.

| реагенс           | производ           | детектовање промене  | реакције |
| калијум-антимонат | натријум-антимонат | бели кристални талог |          |

Испарљиве соли натријума боје пламен гасне грејалице жуто.
| реагенс                    | производ                   | детектовање промене  | реакције |
| динатријум-хидроген-фосфат | магнезијум-амонијум-фосфат | бели кристални талог |          |

Са нитро-бензол-азорезорцином из раствора магнезијумових соли издваја се талог плаве боје.